# Wright Creek
Wright Creek är ett vattendrag i Kanada.   Det ligger i provinsen British Columbia, i den västra delen av landet, 4 100 km väster om huvudstaden Ottawa. Wright Creek ligger vid sjön Surprise Lake.
Trakten runt Wright Creek är nära nog obefolkad, med mindre än två invånare per kvadratkilometer.